# Gustav Sennholz
Gustav Sennholz ( 1850 - 1895 ) fue un arquitecto, botánico, y horticultor austríaco, que diseñó notables jardines y parques, como el Türkenschanz Park de Viena, de 15 ha.
- La abreviatura «Sennholz» se emplea para indicar a Gustav Sennholz como autoridad en la descripción y clasificación científica de los vegetales.[3]